# Васильева, Вероника Игоревна
Васи́льева Верони́ка (Ве́ра) И́горевна (1920—2005) — советская и российская актриса театра и кино.

## Биография
Родилась 20 сентября 1920 года в Самаре. Выпускница Щукинского училища (1942). Работала в Вахтанговском театре (1938—2005). В годы войны играла в его Фронтовом филиале, дошла с ним до Вены. В молодости — амплуа инженю и травести. Одна из наиболее известных ролей — мадам Луиза, главная роль в пьесе П. Шено «Будьте здоровы». Актриса играла её более 20 лет. Умерла 15 июня 2005 года. Похоронена в Москве на Ваганьковском кладбище (участок № 4).

## Награды
- Заслуженная артистка РСФСР (16 января 1976)
- Орден Отечественной войны II степени (22 июля 1993)
- Орден Красной Звезды (26 февраля 1945)
- медали

## Творчество

### Фильмография
- 1950 — В мирные дни — Зина, жена мичмана, старшая сестра Шуры
- 1963 — Я шагаю по Москве — конферансье на конкурсе рисунков
- 1971 — Егор Булычов и другие — эпизод
- 1977 — Хождение по мукам

### Роли в театре
- 1987 — «Тринадцатый председатель» А. Х. Абдуллина — Халида
- 1985 — «Будьте здоровы» П. Шено — Луиза
- 1979 — «Идиот» Ф. М. Достоевского — Паша
- 1971 — «Принцесса Турандот» К. Гоцци — Зелима
- 1958 — «Город на заре» А. Н. Арбузова — хор
- 1953 — «Егор Булычов и другие» М. Горького — Таисия, монастырская служка
- «Иркутская история» А. Н. Арбузова — Зинка
- «Память сердца» — Ариша
- «Дети солнца» М. Горького — Луша
- «Дамы и гусары» — Зузя
- «Золушка» — Марианна
- «Приключения Геккльберри Финна» М. Твена — Сид Сойер
- «Стряпуха» А. В. Софронова — Таисия
- «Стряпуха замужем» А. В. Софронова — Нюра
- «Потерянный сын» — Анна Трофимовна Черёмушкина
- «Коронация» — Почтальон
- «Про Ивана-Не-Великана» — Душа Берёзы